# Novák Gergely
Novák Gergely (Szamosújvár, 1848. október 29. – Szamosújvár, 1898. június 24.) örmény katolikus lelkész és főgimnáziumi tanár.

## Életútja
Az erdélyi örmény nemesi Novák/ Ávák család leszármazottja.  
Novák Péter és Bogdánffi Anna fia. Középiskoláit szülőhelyén kezdte, Kolozsvárt folytatta és Gyulafehérvárt végezte, ahol a hittudományokat is a püspöki líceumban tanulta. 1873. október 20-án pappá szenteltetett és ugyanazon évben a szamosújvári örmény katolikus algimnáziumhoz tanárrá választatott. Az 1883. évi XXX. törvénycikk alapján rendes tanári jogosítást nyert. 1894-ben a vallás- és közoktatási miniszter a szamosújvári magyar királyi állami főginmáziumhoz rendes tanárnak kinevezte. Sokat utazott Magyarországon és külföldön.
Cikkeket írt a helyi és napi lapokba; a szamosujvári örmény kath. gymnasium Értesítőjében (1879. Az istenség létezése és a monotheismus eredetisége).